# دارك ستاكرز: ذا نايت واريورز
دارك ستاكرز: ذا نايت واريورز (بالإنجليزية: Darkstalkers: The Night Warriors)‏، هي لعبة فيديو يابانية من نوع قتال، وهي من تطوير ونشر شركة كابكوم، صدرت اللعبة في الأسواق سنة 1996، وتم عرضها على صالة الآركيد عام 1994، وتعمل على منصات بلاي ستيشن وبلاي ستيشن 2 وصالة الآركيد.